# Place de Grunwald (Varsovie)
Pour l’article homonyme, voir Place de Grunwald (Wrocław).
La place de Grunwald (polonais : Plac Grunwaldzki) est une place située dans l'arrondissement de Żoliborz à Varsovie.